# Роденбах-Пудербах
Роденбах-Пудербах (нем. Rodenbach bei Puderbach) — община в Германии, в земле Рейнланд-Пфальц. 
Входит в состав района Нойвид. Подчиняется управлению Пудербах.  Население составляет 679 человек (на 31 декабря 2010 года). Занимает площадь 6,62 км².
Коммуна подразделяется на 2 сельских округа.